# Velodroom

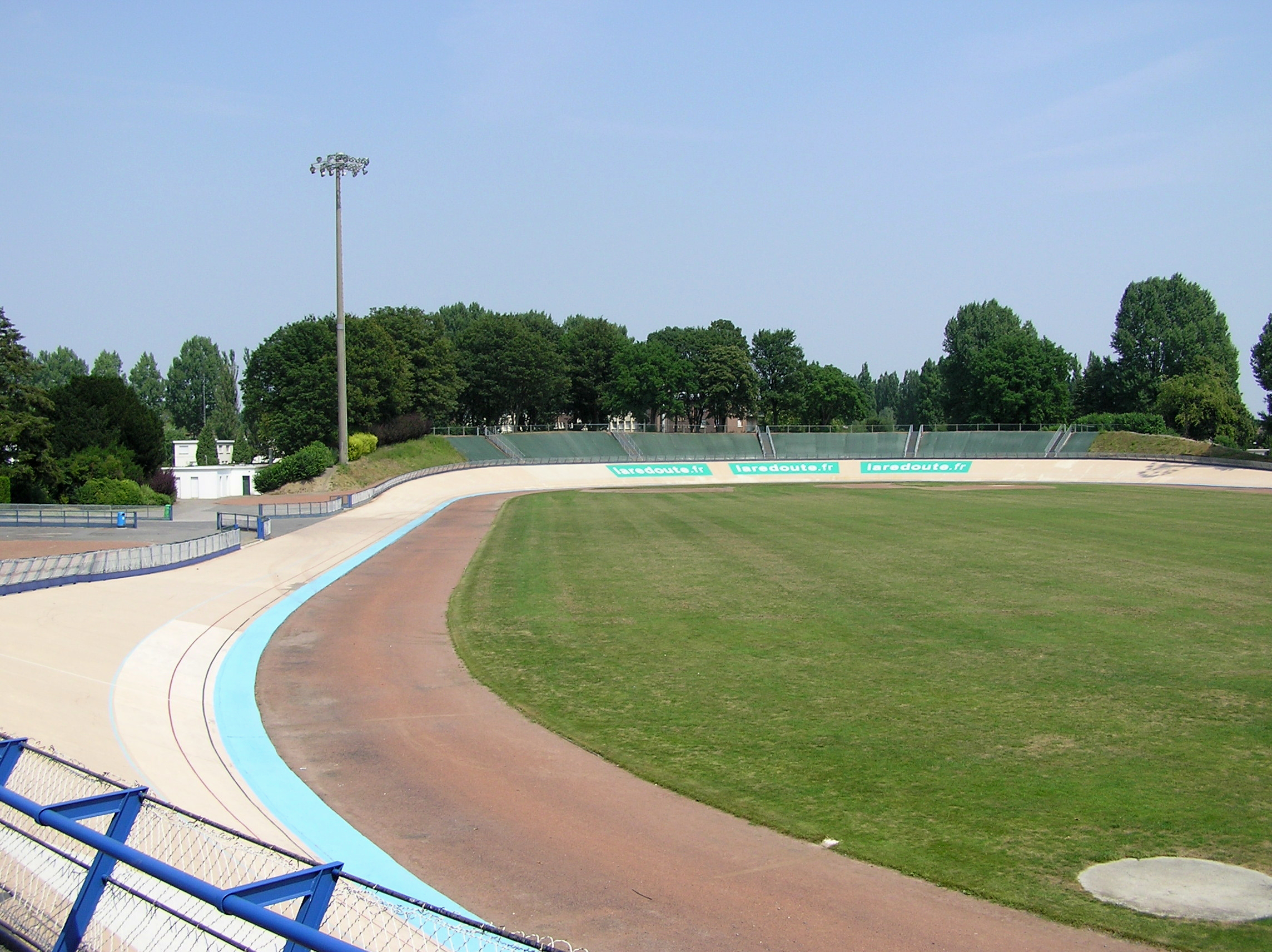
De velodroom van Roubaix waar ieder jaar de deelnemers aan Parijs-Roubaix aankomen

Een velodroom, ook wel wielerbaan of wielerpiste genoemd, is een ovale piste speciaal gebouwd voor baanwielrennen. Zomerbanen (in de openlucht) hebben een lengte tussen 225 en 550 meter, winterbanen (overdekt) zijn doorgaans 250 meter lang (de minimumafstand om als olympische baan gekwalificeerd te worden). De helling in de bochten is ongeveer 33°, maar varieert afhankelijk van de bochtradius. Er zijn diverse ondergronden mogelijk, te weten asfalt of diverse houtsoorten zoals Lariks, Grenen of Accoya.
Wielerbanen zijn vaak het theater voor zogenaamde zesdaagses, maar in de bekendste velodroom, die van Roubaix, ligt jaarlijks de aankomstlijn van de klassieker Parijs-Roubaix. 
Het baanwielrennen zelf bestaat uit verschillende disciplines zoals sprinten, tandems, keirin, achtervolging, vliegende kilometer, stayeren en de puntenkoers. Ook het werelduurrecord wordt verreden op een velodroom.

## Bekende wielerbanen

### België
- Vlaams Wielercentrum Eddy Merckx, Blaarmeersen, Gent
- Kuipke, Gent
- Velodroom Limburg, Zolder
- Stade Vélodrome de Rocourt, Luik (afgebroken)
- Sportcentrum de Deuster, Peer
- Hasselt (tijdelijke baan)
- Wielerbaan Patrick Sercu, Sport Vlaanderen, Brugge
- Schorredroom, Sportpark De Schorre, Oostende
- Wielerpiste Defraeye-Sercu Rumbeke, Roeselare

### Nederland
- Velodrome Amsterdam
- Sportpaleis Alkmaar
- Omnisport Apeldoorn
- Wielerdrome Assen
- Glanerbrook Geleen
- Ahoy Rotterdam (tijdelijke baan)

Literatuur
Robert van Willigenburg: Hier lag een wielerbaan. Dato, 2019. ISBN 9789462263017

### Europa
- Velodroom Maspes-Vigorelli, Milaan
- Oerlikon, Zürich
- Velodroom du Lac, Bordeaux
- Velodroom Buffalo, Parijs (gesloopt 1914)
- Vélodrome d'Hiver, Parijs (gesloopt 1959)
- Vélodrome André Pétrieux, Roubaix (aankomst Parijs-Roubaix)
- Stadthalle, Bremen (zesdaagse van Bremen)
- Velòdrom d'Horta, Barcelona
- Westfalenhalle, Dortmund (zesdaagse van Dortmund)
- Stab Vélodrome, Roubaix

## Foto's

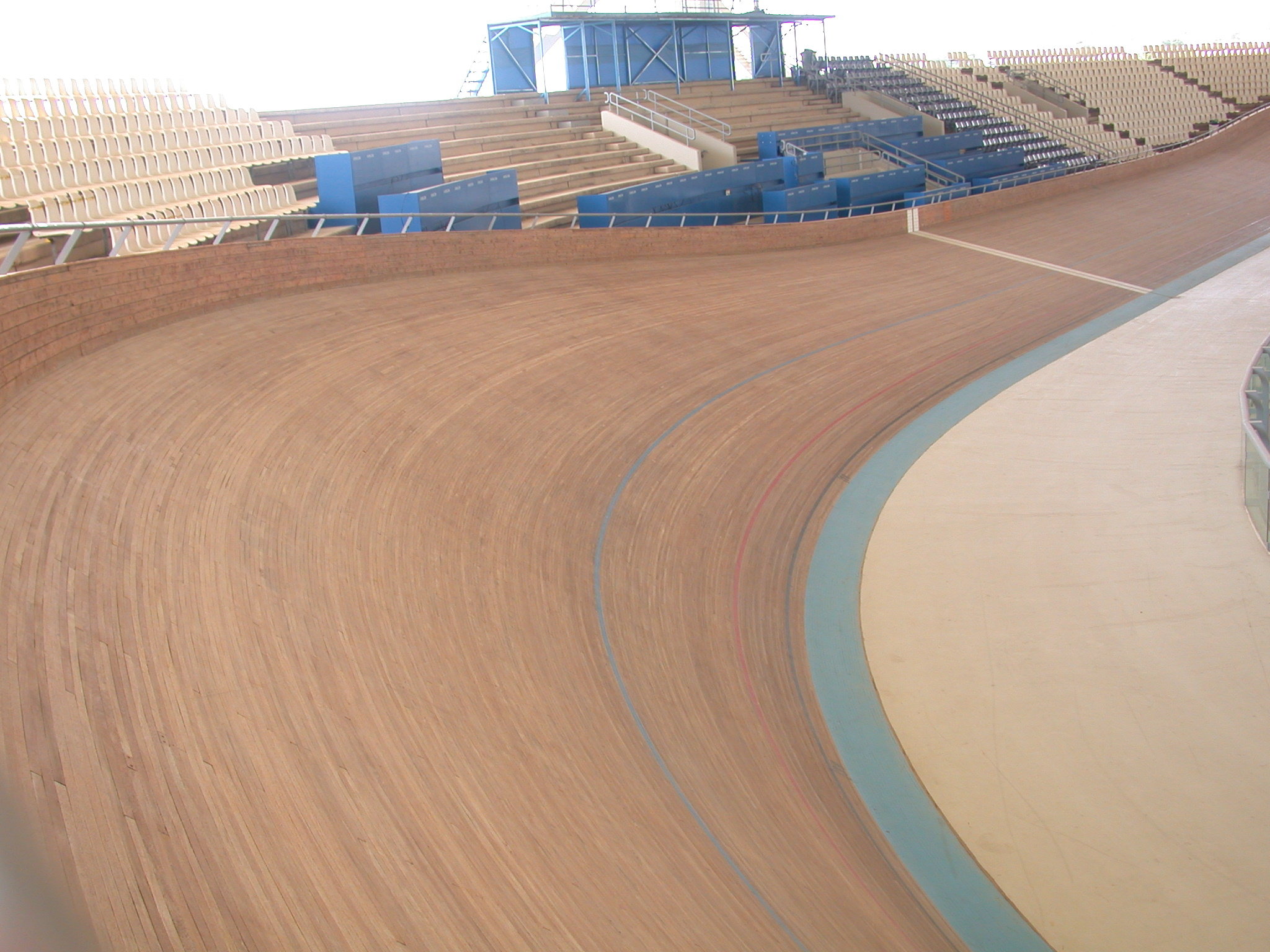
De Olympische velodroom in Athene (binnen)
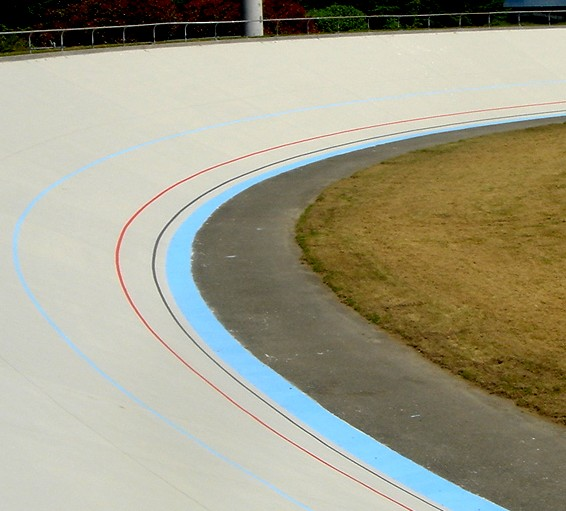
De velodroom van Marymoor Park in Redmond
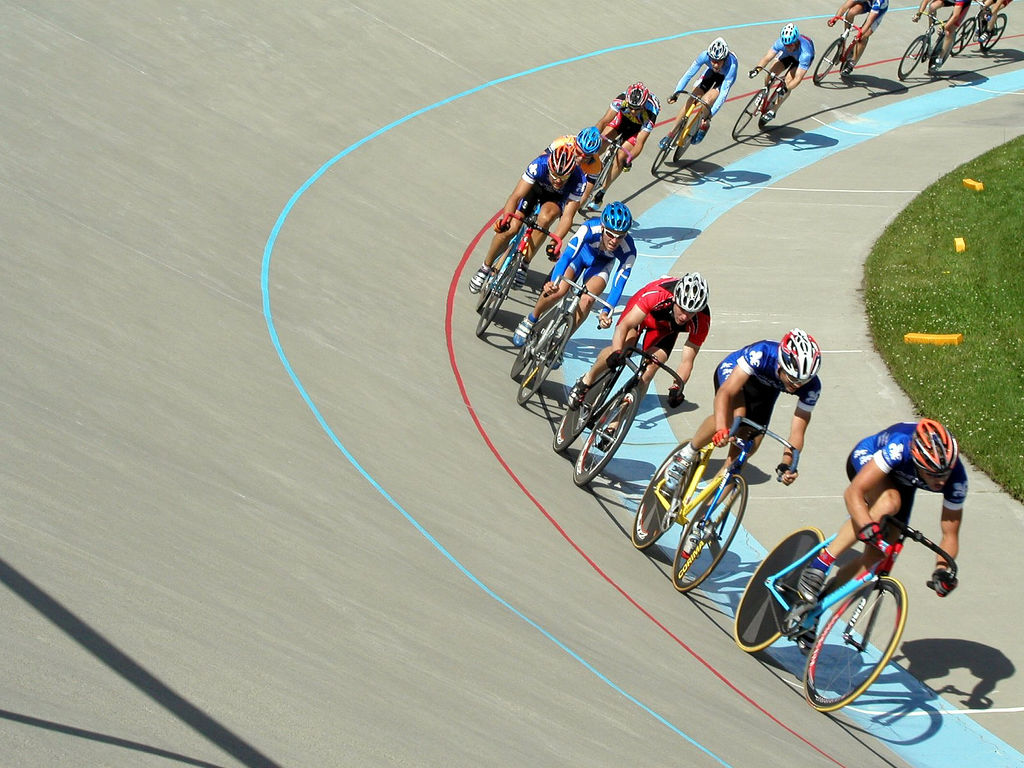
Baanwielrenners op de velodroom van Calgary